# كورتني واتسون
كورتني واتسون (بالإنجليزية: Courtney Watson)‏ هو لاعب كرة قدم أمريكية أمريكي، ولد في 18 سبتمبر 1980 في ساراسوتا في الولايات المتحدة.

## وصلات خارجية
- كورتني واتسون على موقع مرجع كرة القدم المحترفة.كوم (الإنجليزية)